# Свети Димитър (Тешово)
Вижте пояснителната страница за други значения на Свети Димитър.
„Свети Димитър“ е православна църква в село Тешово, община Хаджидимово, област Благоевград. Обявена е за паметник на културата с регионално значение.

## Архитектура
Църквата „Свети Димитър“ е с голяма историческа и архитектурна стойност. Тя е построена в 1843 – 1844 година от неизвестни майстори. В архитектурно отношение е голяма трикорабна базилика. По-късно през 1870 – 1871 година е преустроена, като е прибавено женско отделение над външния притвор и е поставен малък купол над средното поле на наоса. В 1941 година куполът е отново изграден и към храма е добавена камбанария с часовник, изработен от Братя Димкови от Горно Броди. Църквата е с много масивни стени, с открита галерия, която заобикаля наоса от три страни и в североизточния си край образува параклис с костница под него. Страничните галерии са двуетажни, като във втория етаж се отварят аркадно към пространството на наоса. Над цялото тяло на църквата ляга двускатен покрив, стъпил върху солидна дървена конструкция.

## Интериор
Във вътрешността трите кораба са разделени от шест двойки колони. Таваните са дървени и плоски, декорирани с живописни мотиви и розети.
Иконостасът е монументален триреден – с царски, парзнични и пророчески икони, а в централната си част и с четвърти ред – дейсисни икони. В долната си част е резбован от майстори от рода Караджовалии от Каракьой, а горната е изписана. Резбата е с богат растителен орнамент, птици, животни и ангели. И по тематика и по изпълнение иконостасът може да се причисли към произведенията на Дебърската художествена школа. Има също резбован балдахин над Светия престол, изпълнен заедно с иконостаса.
На цокълните и подиконните табла традиционно са сцени от „Шестоднева“ и други сюжети от Стария Завет. Повечето икони на иконостаса са на банския зограф Димитър Молеров, рисувани от 1843 до 1848 година, едни от най-добрите произведения, сравними с тези в Рилския манастир.
В храма има няколко икони от XVII – XVIII век от по-стар храм, както и дърворезбована дарохранителница от средата на XIX век. Запазена е икона на Св. св. Кирил и Методий от 1897 година дело на зограф Димитър Неделчев от Каракьой.

### Стенописи
Галерията (1872 и 1885), целият наос (1883 – 1884), кръщелнята (1883), северната и западната част на притвора (1883, 1885) са изписани от Мино и синовете му Марко и Теофил Минови от големия зографски род Минови, които оставят и свои автопортрети. Изписани са многобройни сцени и образи от библейски сказания, от мировия свят и исторически събития, като стенописите са в реалистичен стил. В апликираната украса по таваните има фигурални композиции. Изрисувани са потретите на ктиторите Парска Какал, х. Стоян Черквар (Шарков) и х. Андон Русьов (убит през 1881). Има редки старозаветни сцени. Сред религиозните сцени са включени и епизоди от българската история, като потушаването на болярския бунт от Борис I. Сцената озаглавена „Наказание Владимирово. Воцарение Симеоново“ е единствена по рода си в страната.
Тримата зографи оставят и свои автопортрети, надписани ТФ, МН и МР с червени фесове. Облечени са народно – с червени елеци, къси долами и червени пояси. Мино, който е в средата, държи четка и чаша с боя. Зографският надпис гласи: „Изображиса сеи Божественныи и Свѣщенни Храмъ св. в. м. Димитріѧ Мироточиваго съ иждивението на селското тешовско опщество бивше служащи свщтнци п. Симеон и п. Іоаннъ: 1884 лѣто рукю Марко и Теофилъ Минови отъ с. Каракюи“. Вторият надпис е на изображението на Страшния съд: „Изъ рукою братиѧта Марко и Теофилъ Минови отъ с. Каракой: 1884 г. февруариїѧ 24.“
Стенописите са смели, макар да имат недостатъци в рисунката, неправилно тълкуване на формата.
- Богородичен Акатист, Марко и Теофил Минови
- Мино и синовете му Марко и Теофил Минови
- Воцарение Симеоново. Наказание Владимирово
- Страшният съд